# ジョレス駅
ジョレス駅 (ジョレスえき、仏：Jaurès) は、フランス・パリの10区と19区の境にあるメトロ (地下鉄) の駅。2号線、5号線及び7bis線を利用することができる。

## 概要
ジョレス駅は、パリの地下鉄メトロの駅。2号線、5号線及び7bis線が利用可能である。パリ北東部の10区と19区の境界に位置しており、サン・マルタン運河とラ・ヴィレット貯水池の結合地点に近い。
1903年2月23日、2号線のリュ・ダルマーニュ駅 （Rue d'Allemagne、ドイツ通りの意）として開業したが、1914年8月1日、前日に暗殺されたフランスの政治家ジャン・ジョレスにちなみ、ジョレス駅に改名された。改名はドイツとの関係悪化に伴うものであり、3日後の8月3日、ドイツは対仏宣戦布告を行ない、フランスは第一次世界大戦に突入した。

## 歴史
- 1903年2月23日、メトロ2号線のリュ・ダルマーニュ駅として開業。
- 1911年1月18日、メトロ7号線の駅が開業。
- 1914年8月1日、ドイツとの関係悪化に伴い、ジョレス駅に改名（3日後、フランスは第一次世界大戦に突入）。
- 1942年10月12日、メトロ5号線の駅が開業。
- 1967年12月3日、メトロ7号線の駅がメトロ7bis線に移管される。

## 駅周辺
- サン・マルタン運河 （Canal Saint-Martin）
- バタイユ＝ド＝スターリングラード広場 （Place de la Bataille-de-Stalingrad）
- ラ・ヴィレット貯水池 （Bassin de la Villette） - 夏季のパリ・プラージュ開催場所の一つ。
- ロトンド・ド・ラ・ヴィレット (Rotonde de la Villette) - 18世紀末に建設されたフェルミエー・ジェネローの城壁（徴税請負人の城壁）に設けられた関税の為の円形建物（ロタンダ）。19区内にある。

## 隣の駅
パリメトロ
■2号線
スターリングラード駅 （Stalingrad） - ジョレス駅 - コロネル・ファビアン駅 （Colonel Fabien）
■5号線
ロミエール駅 （Laumière） - ジョレス駅 - スターリングラード駅 （Stalingrad）
■7bis線
ルイ・ブラン駅 （Louis Blanc） - ジョレス駅 - ボリヴァル駅 （Bolivar）